# Taechon
Taechon o Thaechon és un kun o comtat, al centre de la província de P'yongan del Nord, a Corea del Nord. Delimita amb Taegwan i Tongchang al nord, Unsan i Nyongbyon a l'est, Pakchon i Unjon al del sud, i Kusong a l'oest.
Hi ha muntanyes disperses pel comtat, amb les muntanyes de Pinandok que s'alcen a l'est. La més alta d'aquestes és Paegundoksan (백운덕산, 868 m), però el punt més alt del comtat és al nord, a Samgaksan (삼각산, 936 m). El comtat és drenat pel riu Taeryong i els seus afluents, els quals inclouen els rius Chonbang i Changsong.
Els cultius que més han augmentat entre els conreus inclouen blat de moro, arròs, tabac i verdures; Taechon lidera la província en producció de blat de moro. A més a més, ha augmentat la població de diversos animals incloent-hi cucs de seda, conills, bestiar i porcs. Hi ha nombrosos dipòsits d'or i grafit. La línia de ferrocarril Chongnyon-Palwon passa a través del comtat, és una via entre Kusong i Kujang.
El temple Yanghwasa de l'era Silla encara està a Taechon. L'Institut d'Educació a Taechon inclou l'escola tècnica de Taechon (태천전문학교).
La construcció de la planta d'energia nuclear a Taechon va ser aturada el 1994 dins del marc acordat entre els EUA-Corea del Nord.